# Juan Antonio Llorente
Juan Antonio Llorente, né à Rincón de Soto le 30 mars 1756, mort à Madrid le 5 février 1823, est un prêtre, inquisiteur, homme politique et historien espagnol, auteur d'une célèbre histoire de l'inquisition espagnole.

## Biographie

### Carrière ecclésiastique
Cinquième fils de don Juan y Llorente Francisco Alcaraz et de María Gonzalez Mendizábal, Juan Antonio est né à Rincón de Soto, près de Calahorra, en 1756. Il suit des études de philosophie à Tarragone et de droit à Saragosse. Il est ordonné prêtre à vingt-trois ans, puis promu docteur en droit canon en 1779.
Après avoir été avocat du conseil suprême de Castille (1781) et vicaire général du diocèse de Calahorra (1782), puis en 1785 commissaire du Saint-Office (de l'inquisition) à Logroño (poste sans activité réelle), il vient à Madrid en 1785 comme exécuteur testamentaire de la duchesse de Sotomayor, première dame et vice-chambrière de la reine. Sur son intervention, il est nommé commissaire du Saint-Office et secrétaire surnuméraire de la cour de l'Inquisition (1789-1791), et participe à trois procès (1790).
C'est à cette époque qu'il commence à s'intéresser à l'histoire, domaine où il publie ses premières œuvres. En 1790 est nommé chanoine titulaire de Calahorra, mais reste à Madrid. En 1790, l'inquisiteur général Cevallos le propose comme inquisiteur de Carthagène des Indes, poste qu'il refuse (cette nomination lui interdirait de toucher ses revenus canoniques de Calahorra). Ce n'est qu'en 1791 qu'il quitte sa fonction et revient à Calahorra, où il accueille des prêtres français émigrés.
En 1793, sur demande du ministre de la Justice, l'inquisiteur général Manuel Abad y Lasierra lui commande un rapport sur la procédure du Saint-Office. Llorente y consacre quatre années, publiant notamment les procédures jusqu'alors secrètes de l'Inquisition. Dans ce rapport, extrêmement bien documenté, Llorente critique le mode de fonctionnement de l'Inquisition, et suggère une réforme de celle-ci. En 1798, la disgrâce du ministre fait avorter cette tentative de réforme. Llorente abandonne son projet, mais transmet son manuscrit à Gaspar Melchor de Jovellanos, qui l'utilise comme source pour sa Représentation au Roi sur le tribunal de l'Inquisition (ce qui vaut à ce dernier de goûter à la prison du château de Bellver, à Majorque).
Proche de Urquijo, il est inquiété par les accusations de jansénisme à la suite de la chute de ce dernier, en 1801 : l'inquisiteur général Ramón de Arce l'accuse de trahir le Saint-Office et le condamne à un mois de retraite forcée et à la perte de ses titres de commissaire et de secrétaire du tribunal de l'Inquisition. Démis de ses fonctions, il se retire dans un couvent (1801-1805). C'est là qu'il rédige ses Notices historiques sur les provinces basques et leurs droits respectifs.
Revenu en grâce, il devient ensuite chanoine de la primatiale de Tolède, écolâtre du chapitre et chancelier de l'université. Il est promu chevalier ecclésiastique de l'ordre de Charles III.

### Progressisteafrancesado

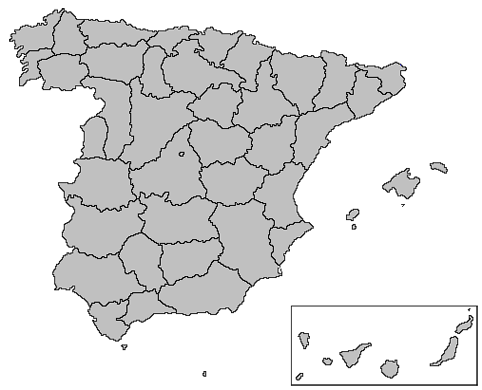
Projet de découpage administratif de 1810.

Quand l'armée française envahit l'Espagne, au début de la guerre d'indépendance espagnole en 1808, il embrasse par progressisme le parti du roi Joseph Bonaparte. Il envoie à Napoléon un Règlement pour l'Église espagnole, dans lequel il propose une organisation d'un clergé séculier calquée sur la division administrative, ainsi que l'abolition des ordres monastiques. Cette initiative lance sa carrière politique et Joseph Bonaparte l'appelle au conseil national créé par la nouvelle constitution de Bayonne. Il se distingue parmi les afrancesados défenseurs de la dynastie Bonaparte. 
Nommé conseiller d'État aux affaires ecclésiastiques, il est promu en 1809 chevalier commandeur de l'ordre royal d'Espagne (ce qui lui vaut une pension annuelle de 30 000 réals). Il défend la légitimité monarchique du nouveau régime dans ses ouvrages Collection de documents sur les dispenses matrimoniales et autres points de la discipline ecclésiastique (1809) et une Thèse sur le pouvoir qu'ont eu jusqu'au douzième siècle les rois espagnols sur la division des diocèses et questions connexes de discipline ecclésiastique (1810). Il assure également les fonctions de directeur des biens nationaux (et confisque les biens de la junte insurrectionnelle de Cadix). Il y milite pour l'abolition de l'Inquisition, qui est effectivement décidée en 1808 par Joseph Bonaparte. En 1810, il présente un projet pour la division de l'Espagne en préfectures et sous-préfectures, calqué sur le modèle révolutionnaire français, mais ce projet n'est pas mis en œuvre à cause de la guerre civile.
En 1809, il a la chance d'accéder aux archives du Conseil suprême, où il trouve de précieux documents sur la création du Saint-Office en Espagne, et notamment des copies de tous les décrets pontificaux. Tirant parti de cette extraordinaire documentation, Llorente rédige un mémoire qu'il lit en novembre 1811 à l'Académie royale d'histoire. Il en fait une thèse de propagande pour démontrer que l'opinion publique des Espagnols a toujours été réticente à l'introduction du Saint-Office en Espagne, ce qui justifie que Napoléon le supprime par son décret de Chamartín.

### Exil en France
De retour d'exil, Ferdinand VII restaure l’absolutisme en 1814 et rétablit l’Inquisition le 21 juillet. Dès qu'il apprend l'issue de la bataille de Vitoria, Llorente s'enfuit en France, emportant dans ses bagages plusieurs malles de documents sur l'Inquisition, qu'il considère comme une propriété personnelle. Le roi d'Espagne condamne Llorente au bannissement et confisque ses biens. Il s'exile alors à Lectoure, puis à Bordeaux, avant de se fixer à Paris en 1814, au crépuscule de l'Empire. Il essaye d'obtenir le pardon de Ferdinand VII, mais sans succès.
Le 17 février 1817, l'ultra Clausel de Coussergues, déclara dans un discours à la Chambre largement reproduit, que l'Inquisition rétablie en Espagne était « le plus modéré des tribunaux, à peine un comité de censure qui en des siècles avait fait moins de victimes que la fureur révolutionnaire en France sous la Terreur ». Cette affirmation, condamnée à l'unanimité par la Chambre, était un simple incident. Mais le concert de protestations qu'elle suscite (tant chez les réfugiés espagnols, qui publièrent une réponse collective, que dans la presse libérale) montre à Llorente les avantages qu'il peut tirer d'une publication sur ce sujet.
C'est alors qu'il publie (originellement en français) son Histoire critique de l'inquisition d'Espagne en quatre volumes (1817-1818), œuvre majeure pour laquelle il est le plus connu. Cet ouvrage à thèse s'appuie sur la documentation rigoureuse qu'il a rassemblée à partir de 1793, quand il siégeait à ce tribunal. Il est traduit en espagnol (1822), en anglais, en allemand, en néerlandais et en italien. Ce travail salué par les historiens fait l'objet de vives critiques de la part des ultras et de commentaires flatteurs de la part des libéraux. Llorente devient l'objet de vives critiques et persécutions.
Ses œuvres polémiques contre l'Église — notamment ses Portraits politiques des papes — lui valent d'être frappé d'interdit sur le plan religieux : bien que prêtre, Llorente n'a plus le droit d'exercer son ministère.

### Expulsion de France
Avec le retour à la Constitution espagnole de 1812, à la suite du coup d'État de Rafael del Riego en 1820, Llorente s'affiche comme un partisan du nouvel État libéral espagnol et à ce titre, ainsi qu'à cause de ses activités de carbonaro découvertes par le gouvernement français, Llorente reçoit en 1822 l'ordre de quitter la France où il s'était réfugié, et est conduit à la frontière par la police française.
Il regagne l'Espagne à la faveur du retour au pouvoir des libéraux en 1822. Son activité aboutit à l'expulsion d'Espagne du nonce apostolique (22 février 1822) et à l'approbation par le tribunal (3 février 1823) d'un texte qui vise à fixer de façon permanente la situation du clergé.
Il meurt à Madrid le 5 février 1823.

## Œuvre

### Histoire critique de l'Inquisition d'Espagne(1817-1818)
Cet ouvrage est à l'origine de la renommée de Llorente et plus particulièrement pour l'estimation qu'il avance du nombre de victimes de l'Inquisition espagnole. Llorente estime que pendant que Torquemada fut Grand Inquisiteur, 10 220 personnes furent brûlées, 6 860 autres condamnées à être brûlées en effigie, et 97 321 furent « réconciliées » avec l'Église. Au total, selon l’estimation de l’auteur, l’Inquisition espagnole aurait condamné à mort et brûlé vives 31 912 personnes.
Ces chiffres sont cependant considérés comme largement exagérés par les historiens modernes [réf. nécessaire], qui estiment aujourd'hui le nombre de personnes envoyées au bûcher comme étant probablement plus proche de 2 000 [réf. nécessaire]. Une grande majorité étaient des conversos d'origine juive.
Cet ouvrage de Llorente a été critiqué à la fois pour ses interprétations subjectives et ses inexactitudes, mais bien que Llorente n'ait pas été un bon historien, il n'y a pas de doute qu'il a eu accès à de nombreux documents sur l'inquisition disparus depuis et il est généralement admis qu'il les a cités honnêtement. Cet ouvrage demeure à ce titre un outil essentiel pour tout chercheur intéressé par le sujet.

### Autres ouvrages
- El recluta gallego, 1782, zarzuela.
- Preferencia de los embajadores de España a los de Francia en los Concilios generales en la corte de Roma y en otras asambleas diplomáticas, 1786.
- Monumento romano, descubierto en Calahorra día 4 de marzo de 1788, Madrid, 1789.
- Discursos histórico-canónicos sobre el origen y naturaleza de los beneficios patrimoniales del obispado de Calahorra (Discours historico-canoniques sur l'origine et la nature des bénéfices canoniaux de l'église de Calahorra), 1790.
- Disertación sobre el sitio en que estuvo la antigua Segóbriga, 1790.
- Declaración de palabras del siglo XIII et Discurso preliminar en ouverture à son édition du Fuero Juzgo, 1790-1791.
- Historia de la emigración de los clérigos franceses a España, 1793, perdu.
- Discurso sobre la navegación del Ebro, 1797.
- Discurso sobre calificadores del Santo Oficio, 1797.
- Discursos sobre el orden de procesar en los tribunales de Inquisición, 1797.
- Plan económico para extinguir anualmente vales reales y acreditar los existentes, 1799.
- Noticias históricas de las tres provincias vascongadas, 1805.
- Memorias históricas de las cuatro provincias vascongadas, 1806-1807 ; notices historiques sur les provinces basques et leurs droits respectifs.
- Reglamento para la Iglesia Española (Règlement pour l'Église espagnole), 1808.
- Colección diplomática sobre las dispensas matrimoniales y otros puntos de disciplina eclesiástica (Collection de documents sur les dispenses matrimoniales et autres points de la discipline ecclésiastique), 1809.
- Disertación sobre el poder que los reyes españoles ejercieron hasta el siglo duodécimo en la división de obispados y otros puntos conexos de disciplina eclesiástica (Thèse sur le pouvoir qu'ont eu jusqu'au douzième siècle les rois espagnols sur la division des diocèses et questions connexes de discipline ecclésiastique), 1810.
- Memoria histórica sobre cuál ha sido la opinión nacional de España acerca del tribunal de la Inquisición, 1812.
- Eurico, tragédie.
- Discurso sobre la opinión nacional de España acerca de la guerra con Francia, Valence, 1812.
- Observaciones sobre las dinastías de España, Valence, 1812.
- Carta crítica sobre si el templo del Pilar de Zaragoza fue construido fuera o dentro de las murallas romanas de la ciudad, 1812.
- Memorias para la historia de la revolución de España, París, 1814 ; les deux premiers tomes en français, publiés sous le pseudonyme Juan Nellerto.
- Defensa canónica y política de don Juan Antonio Llorente contra injustas acusaciones de fingidos crímenes; trascendental en varios puntos al mayor número de españoles refugiados en Francia, 1816.
- Lettre à M. Clausel de Coussergues sur l'Inquisition espagnole, Paris, Chez Delaunay, 1817. in Juan A. Llorente, España y la Inquisición (Selección de textos), M. Boeglin (éd.), Séville, Renacimiento, 2007.
- Noticia biográffica, o Memorias para la historia de mi vida (Notice biographique, ou Mémoires de l'auteur), Paris, 1822.
- Portraits politiques des papes, Paris, 1822.